# Nuestra Señora de Guadalupe de los Morenos de Amapa
Nuestra Señora de Guadalupe de los Morenos de Amapa fue una ciudad fundada en el año de 1765 por esclavos huidos de las haciendas de la villa de Córdoba. Junto con el pueblo de Yanga (Veracruz), fue uno de los dos únicos espacios reconocidos por la Corona de España como pueblo de negros libres. Actualmente, se considera que es un pueblo ubicado en la ciudad de San Juan Bautista Tuxtepec (Oaxaca). 

## Negros en Nueva España
Según William B. Taylor, los historiadores norteamericanos Frank Tannenbaum, Stanley M. Elkins y Herbert S. Klein encontraron que en Latinoamérica hubo un grado muy bajo de discriminación hacia la raza negra, debido a que se aceptaban como seres humanos que no estaban destinados a la esclavitud ni se consideraban inferiores a otras razas.  Piensan que algunas actitudes y leyes españolas como Las Siete Partidas promovían el mestizaje y le proporcionaban al esclavo las vías legales para alcanzar la libertad. 
Los negros llegaron a Nueva España después de la conquista y fueron enviados al trabajo del campo, minas, ingenios azucareros y otras labores consideradas muy agotadoras para los indios. 
En distintos documentos de finales del siglo XVIII se ve reflejada una mezcla de motivos de los españoles que llevaron a que los negros obtuvieran la manumisión y poseyeran privilegios especiales en Latinoamérica en la época colonial. Un claro ejemplo de esto fue el cura parroquial de Nuestra Señora de Guadalupe de los Morenos de Amapa quien trazó el camino que llevó a que en 1769 se fundara un curato en Amapa, en los límites actuales de los estados de Veracruz y Oaxaca. 

## Fundación de la ciudad
Los residentes de Nuestra Señora de Guadalupe de los Morenos de Amapa eran descendientes de los cimarrones, esclavos negros fugitivos que vagaban por las montañosas áreas de la jurisdicción política de Teutila, Oaxaca, desde los inicios del siglo XVII. Los cimarrones eran merodeadores acusados de robar a viajeros en el camino que llevaba a Córdoba. 
El trato que daba la colonia española hacia los esclavos y cimarrones oscilaba entre el castigo cruel y excesivo y los intentos de apaciguar a los cimarrones con ofertas de libertad legal a cambio de lealtad a la corona y a las leyes coloniales. 
En 1750 se formaron dos expediciones que tenían como objetivo acabar con los robos y abusos que se cometían por los cimarrones pero fracasaron. El alcalde mayor de Teutila, Don Andrés de Otañes, se dio cuenta de lo inútil de los intentos y decidió entablar conversaciones con ellos. Otañes se reunió con algunas personas y las convenció de establecer una ciudad para facilitar la salvación de las almas de los cimarrones por medio de la instrucción de la doctrina cristiana. Según él, el resultado sería que los caminos serían seguros y los cimarrones ya no serían perseguidos.
Tras varios altercados en torno a la protesta, se acabaron las pláticas. Se formaron dos grupos: por un lado estaban aquellos que creían en la propuesta cristiana y por el otro, los que se oponían a ella. Así, se dio un combate entre el Capitán Macute (líder de los cimarrones) y Fernando Manuel (teniente de Macute). En este enfrentamiento Fernando Manuel hizo una plegaria a Nuestra Señora de Guadalupe, buscando protección para tener éxito con la propuesta cristiana. Desde este momento, la designó como patrona y guardián de la ciudad que sería fundada por sus seguidores. 
En 1762 un grupo de cimarrones del área de Amapa obtuvieron formalmente su libertad después de servir como defensa en el puerto de Veracruz contra el ataque británico.
Finalmente, en 1767 se llegó a un acuerdo entre el alcalde mayor de Teutila y los cimarrones para el establecimiento de una ciudad, un curato y una declaración de libertad para sus habitantes. La propuesta para fundar la ciudad se formalizó en un documento escrito que contenía la ocupación y residencia de los cimarrones, designando el lugar en el que se establecería la ciudad. Así, el alcalde mayor ordenó varias formalidades judiciales. 
El 12 de enero de 1767, un decreto firmado por el fiscal Don Antonio Velarde C. y su asesor Don Diego Cornide con una lista de cimarrones y entre otras cosas, les concedían el poder de fundar una ciudad en determinado lugar y los obligaban a destruir las bandas de fugitivos de Mazateopam; a tomar las armas en servicio del rey, capturar los esclavos negros que habían huido de sus dueños, prevenir la creación de bandas, ir a las montañas a verificar que no se formaran bandas nuevas, vivir obedeciendo a la justicia de Teutila y a nombrar alcaldes y regidores para gobernar la comunidad.

## Consolidación del pueblo
El sitio que se eligió para establecer Amapa, fue una colina inclinada, inicialmente ocupada por dos mulatos: Manuela Rodríguez y Juan González. Este lugar fue elegido porque suministraba agua potable, había viento y estaba próximo al río Amapa localizado en Oaxaca. 
El 6 de mayo de 1767, se sostuvo una reunión en la que fueron elegidos alcaldes, regidores y otras personas que se encargarían de administrar la ciudad. El primer alcalde de la ciudad fue Fernando Manuel.
El 31 de mayo, Miguel Rodríguez de la Vega, alcalde mayor de Córdova, llevó una orden para suspender el establecimiento de la ciudad nueva. Se alegaba que la ciudad debería establecerse en Mata del Agua entre las áreas de Totolinga y San Campuz. Pero Otañes decidió comenzar a construir ya que sabía que si existían más demoras, esto haría que los habitantes perdieran la confianza

## Importancia
En 1750 el alcalde mayor vio dos beneficios de la fundación de la ciudad. En primer lugar estableció que la salvación de las almas de los habitantes se facilitaría por la instrucción en la doctrina cristiana y además, expuso que los caminos que antes aterrorizaban serían seguros para viajar. El cura de Amapa admitió que el motivo principal de establecer un curato aquí era el deseo de gobernar con una administración efectiva y el cumplimiento de la ley.
La libertad legal obtenida por los residentes de Amapa no fue solo un acto de la consciencia española sino también una mezcla compleja de consideraciones prácticas y humanitarias.

## Actualidad
Actualmente, se ha discutido entre los habitantes que este pueblo debería ser considerado como un Pueblo Mágico ya que la historia detrás de este lugar es muy importante y diversas construcciones de este lugar tienen rasgos españoles.